# Río Chipiriri
El río Chipiriri es un río amazónico boliviano, afluente del río Isiboro, que forma parte del curso alto del río Mamoré. El río discurre íntegramente por el departamento de Cochabamba. 

## Geografía
El río Chipiriri nace cerca de la población de Villa Tunari, de la confluencia del río San Mateo y el río Chapare (16°58′7″S 65°23′41″O / -16.96861, -65.39472). Tiene un recorrido de 150 km hasta que desemboca en el río Isiboro (16°18′4″S 65°13′33″O / -16.30111, -65.22583), aunque su longitud puede variar ya que es un río meándrico. El Isiboro, junto con el Chapare y el Mamoré, delimitan una gran isla fluvial de 206 km de largo por 54 km de ancho.